# Hans Herremans
Hans Herremans ( Utrecht, 17 september 1943) is een Nederlands bestuurder, die van 1996 tot 2001 voorzitter van betaaldvoetbalclub FC Utrecht was.

## Carrière
Voor en tijdens zijn voorzitterschap werkte Herremans bij Fortis, het financieel conglomeraat waartoe ook verzekeringmaatschappij AMEV behoorde, toentertijd hoofdsponsor van FC Utrecht. Hij werd door het bedrijf naar voren geschoven als nieuwe voorzitter van de eredivisionist. Tegelijk verhoogde AMEV de sponsorbijdrage aanzienlijk met als doel FC Utrecht te laten uitgroeien naar een stabiele middenmoter dan wel subtopper. Dit vergde meer tijd dan verwacht. Via twee twaalfde en twee tiende plaatsen werd het doel aan het eind van het seizoen 2000/01 bereikt: een vijfde plaats en Europees voetbal.
Toen zijn plannen voor een ingrijpende bestuurlijke herstructurering (mede noodzakelijk geworden door de bouw van het vernieuwde en vergrote Stadion Galgenwaard) en professionalisering geen genade konden vinden in de ogen van de Raad van Commissarissen en enkele medebestuursleden besloot Herremans zijn functie ter beschikking te stellen. Op 1 juli 2001 nam Gerrit Bloemink het voorzittersstokje over en Herremans werd directeur van de Eredivisie NV (tot 1 januari 2004). Kort na zijn afscheid werd hij benoemd tot Officier in de Orde van Oranje Nassau. Herremans opereert sindsdien als consultant en treedt op als bestuurder van een aantal stichtingen in de sfeer van cultuur en landschapsbeheer.